# Southern Princess (schip, 1915)
De Southern Princess was een Britse walvisvaarder die tijdens de Tweede Wereldoorlog tot zinken is gebracht door de Duitse onderzeeboot U-600.

## Geschiedenis
Ze werd aanvankelijk gebouwd als stoomtanker San Patricio in 1915, door W.G. Armstrong, Whitworth & Co Ltd, Newcastle upon Tyne. De eigenaar was Christian Salvesen & Co, Edinburgh, Schotland, met als thuishaven Leith.
In 1929 werd het tankschip in opdracht voor de Southern Whaling & Sealing Co. Ltd, Liverpool omgebouwd tot de walvisvaarder Southern Princess, een fabrieksschip voor het vangen, boventrekken en het verwerken van walvissen, met een tonnage van 12.156 ton.

## Konvooidienst
Het schip had een 100-koppige bemanning aan boord toen ze meevoer met konvooi HX-229 vanuit New York naar de Clyde. Haar lading bestond toen niet uit verwerkt walvisvlees en levertraan, maar uit 10.053 ton zware stookolie en een deklading van 463 ton aan locomotieven en landingsvaartuigen. Tijdens de oorlog werd elk zeeschip, ongeacht bouw, constructie of voor waar ze ook diende, gevorderd door de geallieerden voor konvooidiensten. De walvisvangst lag tijdens de oorlog stil.

## De aanval
Op 17 maart 1943, omstreeks 5.56 uur, vuurde de U-600 onder bevel van Korvkpt. Bernhard Zurmühlen, een spreidschot af van vier FAT-torpedo's op konvooi HX-229, ten zuidoosten van Kaap Vaarwel. De U-600 nam een torpedotreffer waar midscheeps op de Nariva en twee op de Irénée Du Pont die in brand vloog. Een iets latere ontploffing werd gehoord. Dit was de rake klap op de Southern Princess, die eveneens in brand vloog en tijdens de loop van de ochtend zonk.
Om 05.58 uur werd er een torpedo afgevuurd, die opgemerkt werd vanaf een ander vrachtschip. De torpedo's raakten de Southern Princess midscheeps, die het schip al na 10 minuten lieten zinken in positie 50°36’ N. en 34°30’ W., maar dit kon niet uit geallieerde bronnen worden bevestigd.
Vier bemanningsleden en twee passagiers van de Southern Princess, met kapitein H. Neilson als bevelhebber, verloren hierbij het leven. Kapitein Nielson, 59 bemanningsleden, zeven artilleristen en 27 passagiers werden opgepikt door het Britse koopvaardijschip Tekoa, die hen naar Liverpool bracht.